# Rawa (Cingambul)
Rawa is een bestuurslaag in het regentschap Majalengka van de provincie West-Java, Indonesië. Rawa telt 5113 inwoners (volkstelling 2010).